# 黑鮗
黑鮗（学名：Plesiops melas）为鮗科鮗屬的鱼类。分布于日本、印度尼西亚、澳洲以及南中国海等海域。

## 扩展阅读
維基物種上的相關：黑鮗